# 南宅科站
南宅科站是青岛地铁4号线的地铁车站，位于中华人民共和国山东省青岛市崂山区九水东路与枣山东路交叉口南侧，于2022年12月26日开通。

## 车站结构
南宅科站位于九水东路与枣山东路交叉口南侧，沿九水东路路南设置，呈东西走向，为地下两层岛式站台车站，车站长225米，标准段宽19.7米，车站地下一层为站厅层，地下二层为站台层，站台设置全高站台门。
| 地面              | 出入口 | A1、C出入口                                                                                             |
| 地下一层          | 站厅   | 客服中心、自动售票机、验票机                                                                            |
| 地下二层          | 站台   | \| \| \| 4号线往人民会堂（彭家庄） \| \| 島式 · 開左邊车门 \| \| \| \| \| \| 4号线往大河东（小崂山） \| |
|                   |        | 4号线往人民会堂（彭家庄）                                                                               |
| 島式 · 開左邊车门 |        | |
|                   |        | 4号线往大河东（小崂山）                                                                                 |

## 出入口
南宅科站目前开放2个出入口，各出口及周围设施如下所示：
| 编号                    | 指示                       | 建议前往的目的地 | 图片 |
| ----------------------- | -------------------------- | ---------------- | ---- |
| A · 1 · 出口 · （设有） | 枣山东路(北)，九水东路(西) | 南宅科社区居委会 |      |
| C · 出口                | 九水东路(南)               | 南宅小学         |      |
| 图例： 设有             |                            |                  |      |

## 接驳交通

### 公交车
- 南宅科地铁站：39路，113路，384路，621路
- 南宅：39路，113路，610路，611路

## 车站历史
本站工程名为九水东路站，公示站名为南宅站，正式站名为南宅科站，以车站所处的南宅科社区命名。
- 2020年1月18日，车站主体结构封顶[2]。
- 2022年12月26日，车站随4号线通车开通[1]。